# Репьёв, Пётр Пантелеевич
Пётр Пантеле́евич Репьёв (21 марта 1928, Оренбург, РСФСР, СССР — 31 августа 1993, Йошкар-Ола, Марий Эл, Россия) ― русский советский актёр театра, театральный режиссёр. Актёр Республиканского русского театра драмы Марийской АССР (ныне Академический русский театр драмы имени Г. Константинова) (1964―1975, 1978―1993). Председатель Марийского отделения Всероссийского театрального общества. Заслуженный артист РСФСР (1980). Лауреат Государственной премии Марийской АССР (1974).

## Биография
Родился 21 марта 1928 года в Оренбурге.
Начал трудовую деятельность в 1942 году. В 1945 году окончил студию при Оренбургском областном драматическом театре. Работал в театрах Оренбурга, Вольска Саратовской области.
В 1964 году приехал в Марийскую АССР, до 1975 года ― актёр Республиканского русского театра драмы Марийской АССР (ныне Академический русский театр драмы имени Г. Константинова). Был председателем Марийского отделения Всероссийского театрального общества.
В 1975―1978 годах служил в Донецком областном русском драматическом театре в Жданове (ныне Мариуполь).
В начале 1980-х годов руководил драматическом кружком при Дворце культуры им. В. И. Ленина в Йошкар-Оле.
В 1980 году ему присвоено почётное звание «Заслуженный артист РСФСР». В 1974 году он стал лауреатом Государственной премии Марийской АССР.
Женат, сын ― народный артист Республики Марий Эл Д. П. Репьёв.
Скончался 31 августа 1993 года в Йошкар-Оле.

## Основные роли
Список основных ролей П. П. Репьёва:
- Яго («Отелло», У. Шекспир)
- Барон («На дне», М. Горький)
- Царь Фёдор Иоаннович («Царь Фёдор Иоаннович», А. Толстой)

## Постановки
Список постановок П. П. Репьёва:
- «Расплата» А. Крупняков

## Признание
- Заслуженный артист РСФСР (27.10.1980)[1][2]
- Заслуженный артист Марийской АССР (1968)[1][2]
- Государственная премия Марийской АССР (1974) ― за главную роль в спектакле «Царь Фёдор Иоаннович» А. Толстого[1][2]
- Медаль «За доблестный труд. В ознаменование 100-летия со дня рождения Владимира Ильича Ленина»